# Herb powiatu trzebnickiego
Herb powiatu trzebnickiego – jeden z symboli powiatu trzebnickiego, ustanowiony 21 grudnia 2009.

## Wygląd i symbolika
Herb przedstawia na tarczy dwudzielnej w pas, w górnym polu złotym czarnego półorła Piastów Śląskich ze srebrną przepaską przez tułów i skrzydła z zaćwieczonym na niej krzyżykiem, zakończoną trójliściem. W czarnym polu dolnym sześć srebrnych lilii, ułożonych w dwóch rzędach – w górnym cztery a w dolnym dwie lilie.